# Gaston Julia

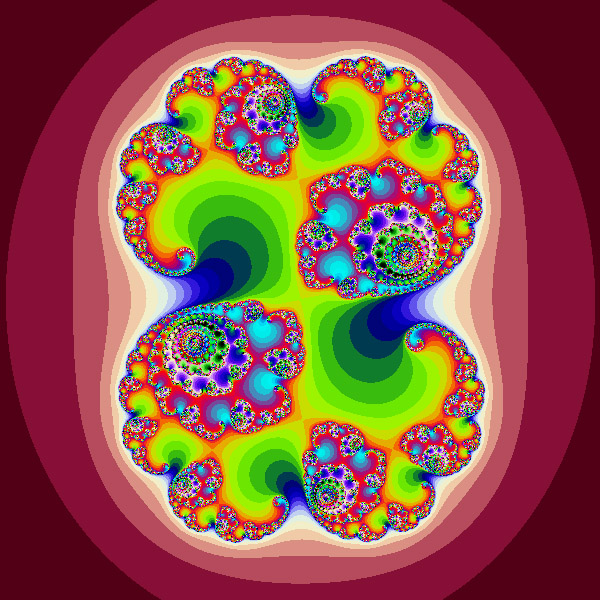
Egy Julia-halmaz grafikus ábrázolása

Gaston Maurice Julia (Szídi-Bel-Abbesz, 1893. február 3. – Párizs, 1978. március 19.) francia matematikus, a dinamikus rendszerek elméletének előfutára, a róla elnevezett Julia-halmaz névadója.  Matematikai munkája Benoît Mandelbrot tevékenységével népszerűvé vált.  A Mandelbrot-halmaz és a Julia-halmaz is fraktál, és közeli kapcsolatban állnak.

## Katonai szolgálat
Gaston Maurice Julia a Sidi Bel Abbès nevű algériai városban született, amikor Algéria a franciák uralkodása alatt állt. Gyerekkorától érdeklődést mutatott a matematika és a zene iránt. Tanulmányait az első világháború szakította félbe, amihez Franciaország is csatlakozott; Gaston  Julia akkor 21 éves volt és besorozták. Egy német támadás során olyan súlyos sérülést szenvedett, hogy elvesztette az orrát. A helyreállító műtétek mind sikertelenek voltak, ezért egész életében egy bőr fedőt kellett viselnie az orra helyén.

## Szakmai karrier, matematika
Julia 1917-ben doktorált matematikából. Az első világháború után figyelmet keltett matematikai munkáival, amikor egy 199-oldalas cikke megjelent a Journal de Mathématiques Pures et Appliquées című francia matematikai folyóiratban. A cikk 1918-ban jelent meg, ekkor Julia 25 éves volt. A cikk címe "Mémoire sur l'itération des fonctions rationnelles", és a racionális törtfüggvény közelítésével foglalkozott. A cikk azonnal híressé tette a matematikusok és a laikusok között is. Később emiatt kapta meg a Francia Természettudományi Akadémia nagydíját (Grand Prix de l'Académie des Sciences). 1937-ben a párizsi École Polytechnique professzora lett.
1934-ben a Francia Természettudományi Akadémia tagjává választották, később a svéd és olasz akadémia tagja is lett. 1968 és 1970 között 6 kötetben kiadták összegyűjtött munkáit.  Ennek ellenére hírnevét az 1918-ban közölt, de elfelejtett, majd Mandelbrot által az 1970-es években hivatkozott cikke alapozta meg. Róla nevezték el a Julia-halmazt, amely a hasonló Mandelbrot-halmazzal ma igen népszerű, valószínűleg annak is köszönhetően, hogy nagyon látványosan ábrázolható.
Összesen 157 tudományos dolgozatot, 30 könyvet és 45 tudománytörténeti cikket közölt.
Pierre Fatou (1878–1929) és Gaston Julia elsőként vizsgálta a komplex számsíkon az alábbi leképezés iterációját:
{\displaystyle z\rightarrow z^{2}+c}
ahol
{\displaystyle z=x+iy} egy komplex szám,
{\displaystyle c} komplex paraméter
Azonban 60 évvel a számítógépes grafika kialakulása előtt nem tudta megjeleníteni a később róla elnevezett, tetszetős megjelenésű halmazokat.
Gaston Maurice Julia 1978. március 19-én halt meg Párizsban, 85 éves korában.

## Bibliográfia
- Œuvres, 6 kötet, Paris, Gauthier-Villars 1968-1970 (kiadó Jacques Dixmier, Michel Hervé, Gaston Julia előszavával).
- Éléments de géométrie infinitésimale, Gauthier-Villars 1927
- Cours cinématique, Gauthier-Villars 1928, 2. kiadás 1936
- Exercices d'Analyse, 4 kötet, Gauthier-Villars, 1928 - 1938, 2. kiadás 1944, 1950
- Principes Géométriques d'Analyse, 2 kötet, Gauthier-Villars, 1930, 1932
- Introduction Mathématique aux Theories Quantiques, 2 kötet, Gauthier-Villars 1936, 1938, 2. kiadás 1949, 1955
- Éléments d'algèbre, Gauthier-Villars 1959
- Cours de Géométrie, Gauthier-Villars 1941
- Cours de géométrie infinitésimale, Gauthier-Villars, 2. kiadás 1953
- Exercices de géométrie, 2 kötet, Gauthier-Villars 1944, 1952
- Leçons sur la représentation conforme des aires simplement connexes, Gauthier-Villars 1931, 2. kiadás 1950
- Leçons sur la représentation conforme des aires multiplement connexes, Gauthier-Villars 1934
- Leçons sur les fonctions uniformes à point singulier essentiel isolé, Gauthier-Villars 1924
- Traité de Théorie de Fonctions, Gauthier-Villars 1953
- Leçons sur les fonctions monogènes uniformes d'une variable complexe Gauthier-Villars 1917
- Étude sur les formes binaires non quadratiques à indéterminées réelles ou complexes, ou à indéterminées conjuguées, Gauthier-Villars 1917

## Fordítás
- Ez a szócikk részben vagy egészben  a   Gaston Julia című angol Wikipédia-szócikk fordításán alapul.  Az eredeti cikk szerkesztőit annak laptörténete sorolja fel. Ez a jelzés csupán a megfogalmazás eredetét és a szerzői jogokat jelzi, nem szolgál a cikkben szereplő információk forrásmegjelöléseként.
- Ez a szócikk részben vagy egészben  a   Gaston Julia című német Wikipédia-szócikk fordításán alapul.  Az eredeti cikk szerkesztőit annak laptörténete sorolja fel. Ez a jelzés csupán a megfogalmazás eredetét és a szerzői jogokat jelzi, nem szolgál a cikkben szereplő információk forrásmegjelöléseként.